# ديمون إيفانز
ديمون إيفانز (بالإنجليزية: Damon Evans)‏ هو لاعب كرة قدم أمريكية أمريكي، ولد في 1970 في نبراسكا في الولايات المتحدة.